# دون تورکواتو
دون تورکواتو (به اسپانیایی: Don Torcuato) شهری در کشور آرژانتین، استان بوئنوس آیرس است که در سال ۲۰۰۹ میلادی، حدود ۶۴٬۸۶۷ نفر جمعیت داشته است.